# 中国天文学史
中国天文学史是天文学史的一个分支，也是中国科学史的一个组成部分。中國的古天文学是非常發達的，自秦漢以來，所頒佈的曆法有一百多種。
- 公元前2137年10月22日仲康日食，可能是歷史上最早的日食記錄。于《尚书·胤征》：“乃季秋月朔，辰弗集于房，……瞽（瞎）奏鼓，啬夫驰，遮人走……。”。
- 春秋時期魯隱公三年二月己巳（公元前720年2月22日），曾發生一次日食，為世界上有文字記載最早一次的日食歷史記錄，也是中國使用干支記日的比較確切的證據[1]《左传·隐公三年》：“三年，春，王二月，己巳，日有食之。”
- 《春秋》魯文公十四年（前613年），出現哈雷彗星的記載，是中國最早的記錄；到清代宣統二年（1910年），史書對哈雷彗星出現的記載多達31次。
- 2000年前左右，中国测定木星绕天一周的周期为12年[2]。周天分为十二分，称为十二次，木星每的行经一次，就用木星所在星次来纪年。

## 三代
- 夏帝桀十年（前1809年），五星錯行，夜中星隕如雨（《古今圖書集成·卷三五·星變部》、《竹書紀年》）
- 商帝辛四八年（前1590年），二日並出（《古今圖書集成·日異部》）
- 大約前1400年－中國已有規律的記錄日食與月食，並有兩顆新星的記錄（七日己巳夕有新大星并火，辛未酉殳新星）。
- 前12世纪，中国殷末周初采用二十八宿划分天区。
- 前11世纪，传说中国周朝建立测景台，最早测定黄赤交角，與測出春分點。
- 周懿王元年（前899年4月21日）天再旦於鄭（《竹書紀年》）
- 前776年，中国《诗经·小雅》：“十月之交，朔日辛卯，日有蝕之……”，是世界最早的可靠的日食记事。
- 《左傳》記載：“魯莊公七年（前687年）四月辛卯，夜中星隕如雨。”
- 前613年，《春秋》记载，鲁文公十四年：“秋七月，有星孛入于北斗。”這是哈雷彗星的最早紀載。
- 前532年，「周景王十三年春，有星出婺女」，可能是新星的記錄。

## 漢朝
- 公元前2世纪，西汉司马迁著的《史记·天官书》详细记载了天象。
- 漢惠帝二年（前193年）有“天開東北，廣十餘丈。”[3]
- 漢景帝前二年（前155年）八月，熒惑逆行守北辰，月出北辰間，歲星逆行天庭中。（《資治通鑑》）
- 《淮南子》記載：「日中有駿鳥」（前140年）
- 西漢武帝建元二年（前139年）夏四月，有星如日，夜出。（《資治通鑑》）
- 建元三年（前138年）四月，有星孛于天纪，至织女。占曰：织女有女变，天纪为地震。至四年十月而地动，其后陈皇后废。[4]
- 建元六年（前135年），荧惑守舆鬼。占曰：为火变，有丧。是岁高园有火灾，窦太后崩。[4]
- 《汉书·天文志》：“元光元年（前134年）五月，客星见于房。”房是28宿星的房宿，即在天蝎座的头部。法国人比奥编《新星汇编》將这颗超新星列为第一星。
- 《漢書·五行志》記：「征和四年八月辛酉晦（前89年9月28日），日有食之，不盡如溝，在亢二度，晡時（15—17點）從西北；日下晡時，復。」
- 《資治通鑑》「西漢成帝建始元年（前32年）八月，有兩月相承，晨見東方」
- 前28年（漢成帝河平元年三月乙未），《漢書．五行志》記載了最早的太陽黑子記錄，“日出黃，有黑氣大如錢，居日中央”。
- 103年，東漢永元十五年，賈逵創制出黃道銅儀，發現了月亮運動不均勻，稱之為月行有遲疾。
- 《後漢書·五行志》「後漢靈帝建寧元年（168年），日數出東方，正赤如血無光，高二丈餘，乃有景（影），且入西方，去地二丈亦如之」。
- 《后汉书·天文志》载：“中平二年（185年）十月癸亥，客星出南门中，大如半筵，五色喜怒，稍小，至后年六月消。”這是超新星爆发最早的記載：RCW86。

## 魏晉南北朝
- 《資治通鑑》載「西晉惠帝永寧元年，自正月至于是月，五星互經天，縱橫無常。」
- 公元三世紀，魏晋南北朝虞喜发现岁差。

## 隋朝
- 公元五世紀，陈卓编《全天星图》共1464星。
- 《隋书·天文志》记载：“太清二年五月（548年6月），两月现。”

## 唐
- 公元687年，最早的流星雨記錄。
- 《新唐书·天文志》记载说：“贞观年，突厥有三月并现。”
- 《新唐書·天文志》記：「乾寧三年（896年）十月有客星三：一大，二小，在虛、危間（今寶瓶座），乍合乍離，相隨東行，狀如鬥。經三日，而二小星沒。其大星後沒」。

## 宋、遼、金
- 宋太祖建隆元年（960年）正月癸卯，匡胤軍中知星者河中苗訓，見日下復有一日，黑光摩盪。（《續通鑑》）
- 公元1054年，北宋至和元年（1054年7月4日）有超新星的记录，現稱為蟹狀星雲。
- 宋徽宗宣和七年（1125年）十二月庚申，日有五色暈，挾赤黃珥，又有重日相盪摩，久之乃隱。（《續通鑑》）
- 金世宗大定二十一年（1181年）六月，“客星見於華蓋，凡百五十有六日滅”。（《金史·天文》）這是仙后座超新星爆發。
- 宋孝宗淳熙十三年（1186年）八月乙亥朔，日月五星聚軫（烏鴉座）。（《續通鑑》）这是太阳月亮和五大行星连成一直线的记录。

## 元
- 元順帝至正十年（1350年）六月壬子廿九日，有星大如月，入北斗，震聲若雷，三日復還。（《續通鑑》）

## 明
- 《明史·天文二》載： “洪武三十一年十月，荧惑守心。”
- 明英宗正統十四年（1449年）八月辛未日，月晝見，與日並明。（《明通鑑》）
- 明世宗嘉靖廿九年（1550年）六月戊申，太白晝見，連日陰雨，凡晝見者七日。（《明通鑑》）
- 隆慶六年（1572年）十月，客星見東北方，出閣道旁，壁宿度，曆十九日。
- 萬曆三十二年（1604年）九月，客星見尾分，一更時出西南方，三十三年二月始滅。